# Chimichurri

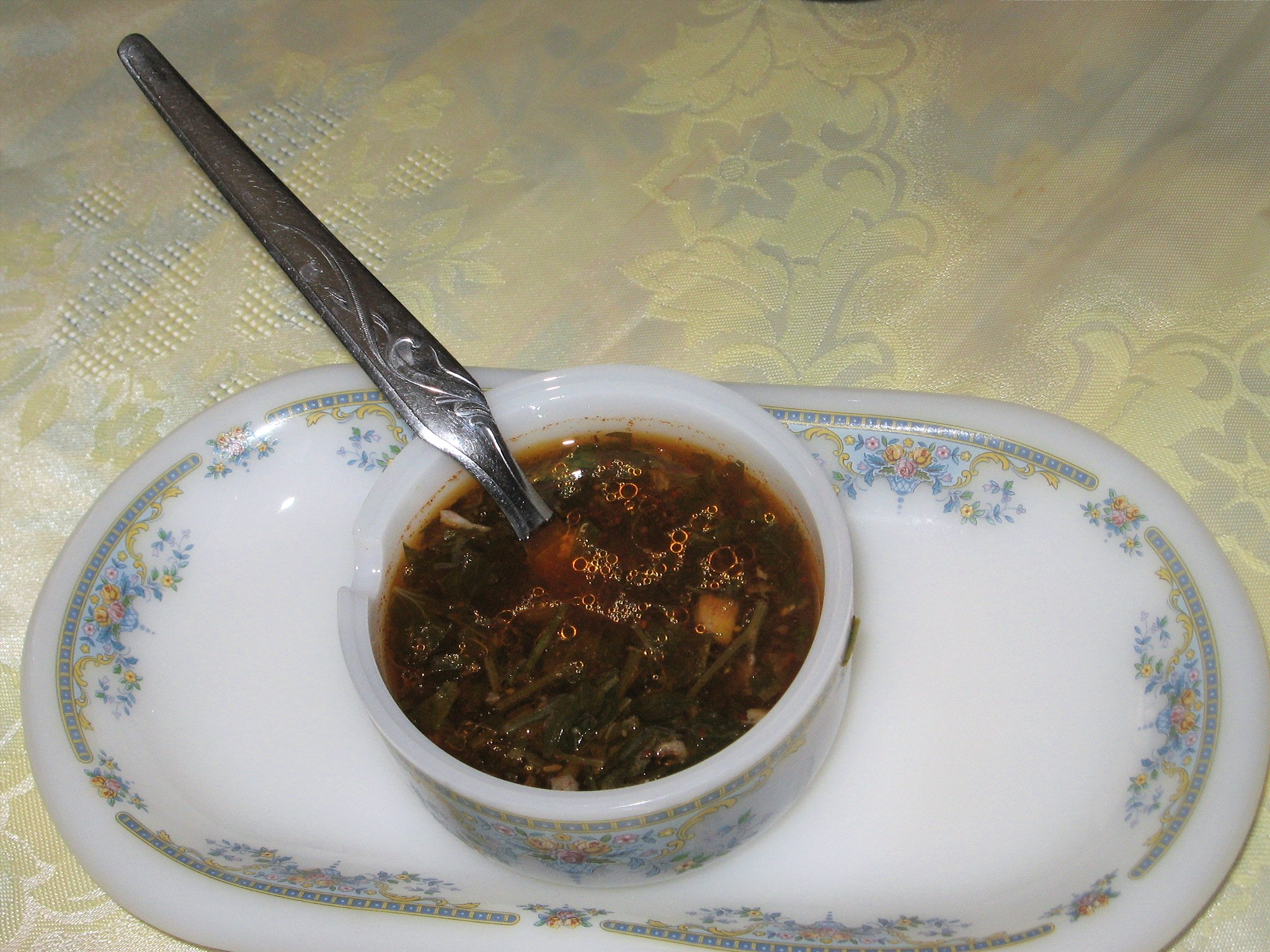
Chimichurri.

Le chimichurri est un condiment sud-américain à base de piment, originaire d'Argentine,, et aussi plus au nord jusqu'au Nicaragua et au Mexique,,. C'est une variante de la sauce verte, bien qu'il en existe une version rouge, également utilisée comme marinade pour la viande grillée.

## Préparation
Le chimichurri se prépare à partir de divers ingrédients : persil haché finement, ail haché, huile végétale, vinaigre (blanc ou rouge), et flocons de piment rouge, auxquels on ajoute des arômes supplémentaires, tels que paprika (pimentón dulce), origan, cumin, thym, coriandre (feuilles), citron et laurier. Dans la version rouge (pebre), on peut ajouter en outre  de la tomate et du poivron rouge. C'est l'assaisonnement utilisé en Argentine et en Uruguay pour les viandes grillées en asado, les abats et les saucisses chorizo. Il peut également être utilisé sous forme de marinade pour la viande grillée, notamment au Nicaragua. Le chimichurri se trouve en bouteille ou sous forme déshydratée à préparer avec de l'huile et de l'eau.